# 静岡県道297号両島二俣線
静岡県道297号両島二俣線（しずおかけんどう297ごう りょうじまふたまたせん）は、静岡県浜松市天竜区を通る道路（県道）である。

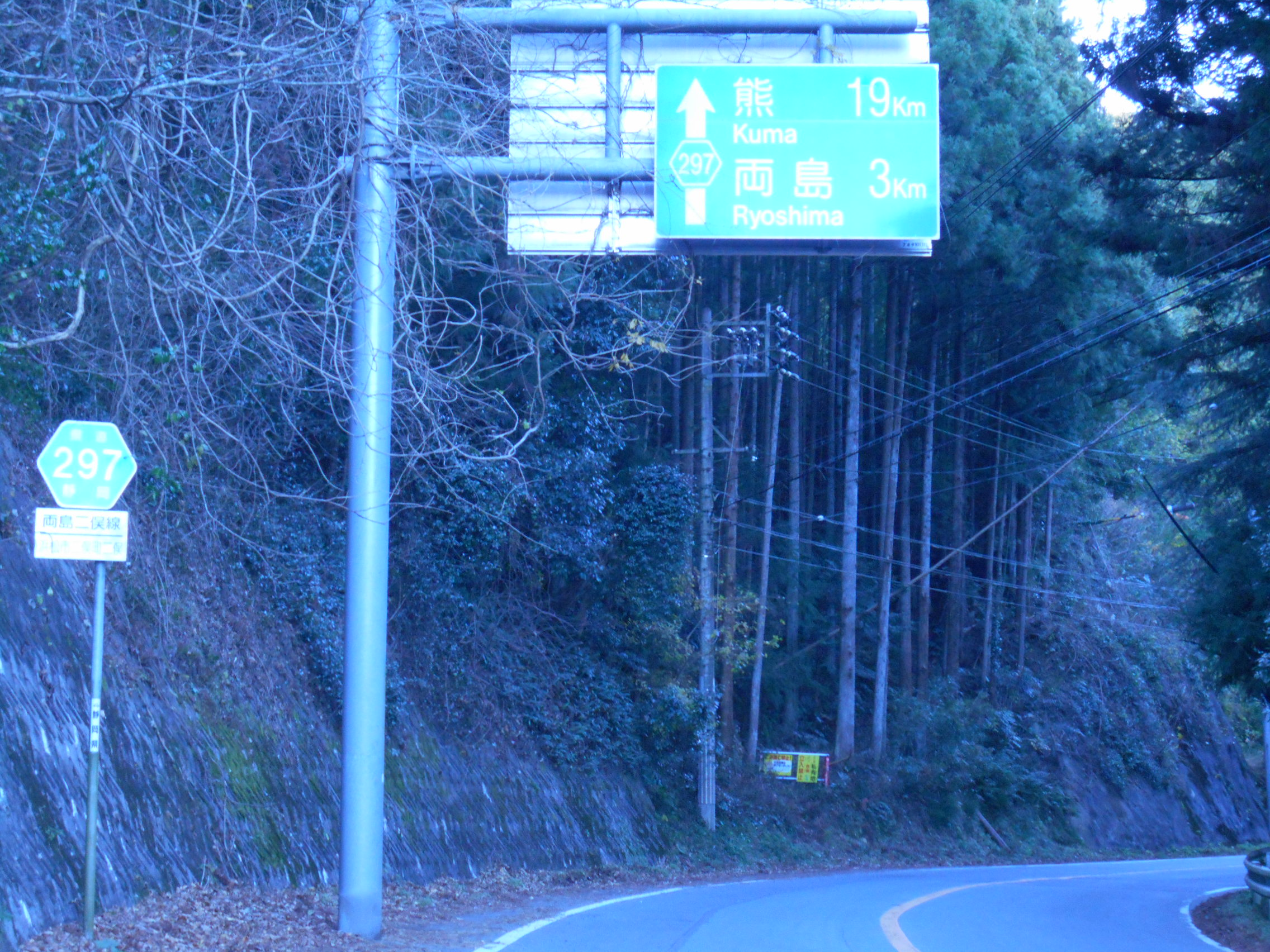
浜松市天竜区二俣町二俣

## 概要

### 路線データ
- 陸上距離：3.3km
- 起点：静岡県浜松市天竜区両島（静岡県道9号天竜東栄線交点）
- 終点：静岡県浜松市天竜区二俣町二俣（国道152号、国道362号交点）

## 通過する自治体
- 静岡県
  - 浜松市（天竜区）

## 主な接続路線
- 静岡県道9号天竜東栄線（浜松市天竜区両島・両島交差点）
- 静岡県道360号渡ヶ島横山線（浜松市天竜区渡ケ島・塩見渡橋交差点）
- 国道152号・国道362号（浜松市天竜区二俣町二俣・二光橋交差点）